# 犹太-罗曼语支
犹太-罗曼语是由罗曼语言转化而来，它仍在某些犹太人群中使用，并且为了获得作为一门语言的认同，它演变为现在的形式，成为了数量众多的犹太语中的一种。

## 语言类别

### 犹太-加泰罗尼亚语
犹太-加泰罗尼亚语，仍然在西班牙北部和东部的猶太密宗中使用，巴利阿里群岛上也有部分人使用。

### 犹太-意大利语
犹太-意大利语的各种变种（有时也被称为"Italkian"，此词由Solomon Birnbaum于1942年首创）如今只有不到200人可以流利地利用了。这些语言的使用者们代表着贯穿整个意大利，克基拉島以及沿着亚得里亚海东岸到达伊奥尼亚海这些地区曾经广泛使用犹太-意大利语各种方言的残余。

### 犹太-阿拉贡语
Judaeo-Aragonese曾于公元８世纪中叶到阿罕布拉法令时在西班牙北部的中心地区使用。在使用过程中，它不是被犹太-西班牙语的方言所同化，就是被更有影响的发源于西班牙南部，尤其是这些地区如巴伦西亚自治区，穆尔西亚以及安达卢西亚的犹太－西班牙方言摒弃。

### 犹太-拉丁语或La'az
一般以“通俗犹太-拉丁语”代称Judæo-Romance(犹太-罗曼语)，犹太-拉丁语使用范围覆盖了很大的地理区域并且记录在案的各种拉丁语方言对于居住在罗马帝国的犹太裔群体是有非常特殊意义的。

### 犹太-葡萄牙语 或 卢西塔尼亚语
猶太葡萄牙語使用于分散在葡萄牙各地的犹太人秘密组织中。正如大部分犹太语一样，它保存了一些葡萄牙语中已无迹可寻的古体字。它以残存的形式保留于葡萄牙本土的犹太人秘密社区中，比较突出的有北部的貝爾蒙蒂，以及阿尔加维大区。

### 拉丁诺语
这种语言因多种名字而著称，并且拥有多种方言，拉丁诺语(Ladino language)是西班牙语的近代后裔，它的使用者是西班牙裔犹太人，他们是西班牙大驱逐前居住于此的有较大影响力的犹太人的后裔。

### 苏阿迪特语(Shuadit)
苏阿迪特语，又被称为犹太-普罗旺斯语，是由希伯来化的奥克语发展而来。它的使用不限于普罗旺斯，而遍及整个中世纪的法国南部。它向人们展示了一些希伯来外来语的独特现象。

### 查法蒂语(Zarphatic)
查法蒂语，或称犹太-法语，是一门已经死去的语言，曾经使用于法国北部，低地国家，以及德国西部。

## 歷史與发展
确切的犹太-罗曼语发展过程已经无从知晓。其中的两个重要的理论都认为它们继承自犹太-拉丁语，然后它们做为拉丁语的子语言的并行发展，或者它们是由各自的语言使用区域单独发展而来。另一个理论适用了这两个理论的各一部分，认为以下几种犹太-罗曼语（有很多种，如查法蒂語、蘇阿迪特語、及加泰羅尼亞語）是从犹太-拉丁语演变而来的，而其它几种（如查法蒂語、加泰羅尼亞語、猶太-葡萄牙語）是独立发展而来的。

## 現今地位
犹太-拉丁语、查法蒂語、蘇阿迪特語，以及犹太-阿拉贡语如今已是絕跡語言。犹太-拉丁语使用于古代，查法蒂語和犹太-阿拉贡语使用于中世纪，最后一位说的人死于1977年。
犹太-葡萄牙语及加泰罗尼亚语仍以残存的形式存在于伊比利亚半岛和巴利阿里群岛上的犹太人秘密社区中。
意大利堪语的使用者在两代以前还有5000人，而今却不到200人，他们都是意大利犹太人，而且年纪都很大了。
拉地诺语的使用者是居住于非洲北部馬格里布，中东（尤其是土耳其），这些人有150000之多，是西班牙裔犹太人。他们大部分能讲最少两种语言。
正如大部分的犹太语一样，犹太-罗曼语的未来是不明确的。希伯来语在中东地区犹太人社区的信息传送中占据主导地位，英语不断上升的威望以及地方话地区经济重要性（尤其是土耳其），使得情况变得更加扑朔迷离。